# Wikipedia in bielorusso
L'attuale Wikipedia in bielorusso (in bielorusso Беларуская Вікіпедыя?) è l'edizione ufficiale di Wikipedia in lingua bielorussa attiva dall'agosto del 2006.
Precedentemente esistevano due versioni della Wikipedia bielorussa, la prima che utilizzava l'ortografia del bielorusso moderno elaborata da Branislaŭ Taraškievič (Taraškievica), mentre la seconda era scritta seguendo la riforma del 1933, fortemente influenzata dal russo (narkomovka).

## Storia
La prima Wikipedia in bielorusso nasce il 12 agosto 2004. Uno dei suoi creatori e amministratori, Uladzimir Katkouski (nome utente: rydel), creò oltre 1 300 articoli.
Negli anni successivi gli articoli all'interno della Wikipedia bielorussa vennero scritti in modo incoerente tra le due varianti di ortografia della lingua bielorussa, portando gli utenti, sostenitori di una o dell'altra metodologia di scrittura, a scontri interni.
Per ovviare a questi problemi, venne creata da Wikimedia Foundation una versione contenente solo articoli in ortografia ufficiale. Tuttavia, nel dicembre 2006 venne respinta dal Consiglio di Amministrazione e della Commissione di lingua per ragioni tecniche. Successivamente arrivò una versione riformulata che venne approvata nel marzo del 2007.
Dopo l'approvazione, la sera dello stesso giorno, oltre 6 000 articoli scritti con l'ortografia del periodo pre-riforma (Taraškievica), furono trasferiti dal dominio "be.wikipedia.org" a "be-x-old.wikipedia.org", mentre le 3 500 pagine precedentemente archiviate da Wikimedia Foundation furono spostate nel dominio "be.wikipedia.org". Tuttavia, a causa di un bug del software tutti gli articoli scomparvero e gli utenti non potevano effettuare l'accesso a Wikipedia. Ciò portò ad una serie di polemiche che contestavano la scomparsa e la cancellazione degli articoli scritti nella vecchia ortografia bielorussa.

## Statistiche
La Wikipedia in bielorusso ha 255 182 voci, 715 456 pagine, 154 590 utenti registrati di cui 254 attivi, 7 amministratori e una "profondità" (depth) di 22.8 (al 9 agosto 2025).
È la 45ª Wikipedia per numero di voci e, come "profondità", è la 48ª fra quelle con più di 100 000 voci (al 5 luglio 2025).

## Cronologia
- 15 marzo 2008 — supera le 10 000 voci
- 15 settembre 2012 — supera le 50 000 voci ed è la 59ª Wikipedia per numero di voci
- 28 agosto 2015 — supera le 100 000 voci ed è la 53ª Wikipedia per numero di voci
- 31 gennaio 2018 — supera le 150 000 voci ed è la 46ª Wikipedia per numero di voci
- 31 dicembre 2020 — supera le 200 000 voci ed è la 48ª Wikipedia per numero di voci